# 12625 Koopman
12625 Koopman este un asteroid din centura principală, descoperit pe 17 octombrie 1960, de Cornelis van Houten și Ingrid van Houten și Tom Gehrels.

## Denumirea asteroidului
Asteroidul a primit numele în onoarea astronomei din Republica celor Două Națiuni, Elisabetha Koopman Hevelius, cea de a doua soție și asistentă a lui Johannes Hevelius, el însuși astronom. 

## Caracteristici
12625 Koopman prezintă o orbită caracterizată de o semiaxă majoră egală cu 3,1207056 u.a. și de o excentricitate de 0,1021497, înclinată cu 5,90710° față de ecliptică.